# Avant (servizio ferroviario)
Avant è un servizio ferroviario di trasporto passeggeri ad alta velocità di media percorrenza spagnolo, gestito dalla società iberica Renfe. I servizi Avant circolano ad una velocità massima di 250 km/h, contro i 300 km/h di velocità massima del servizio AVE. I loro percorsi solitamente coprono diverse province all'interno della stessa comunità autonoma oppure brevi tratte tra le comunità stesse.
I servizi Avant sono effettuati dai convogli delle serie 104, 114 e 121, in configurazione a classe unica e senza vagone ristorante (tranne in alcune unità della serie 104).

## Materiale rotabile

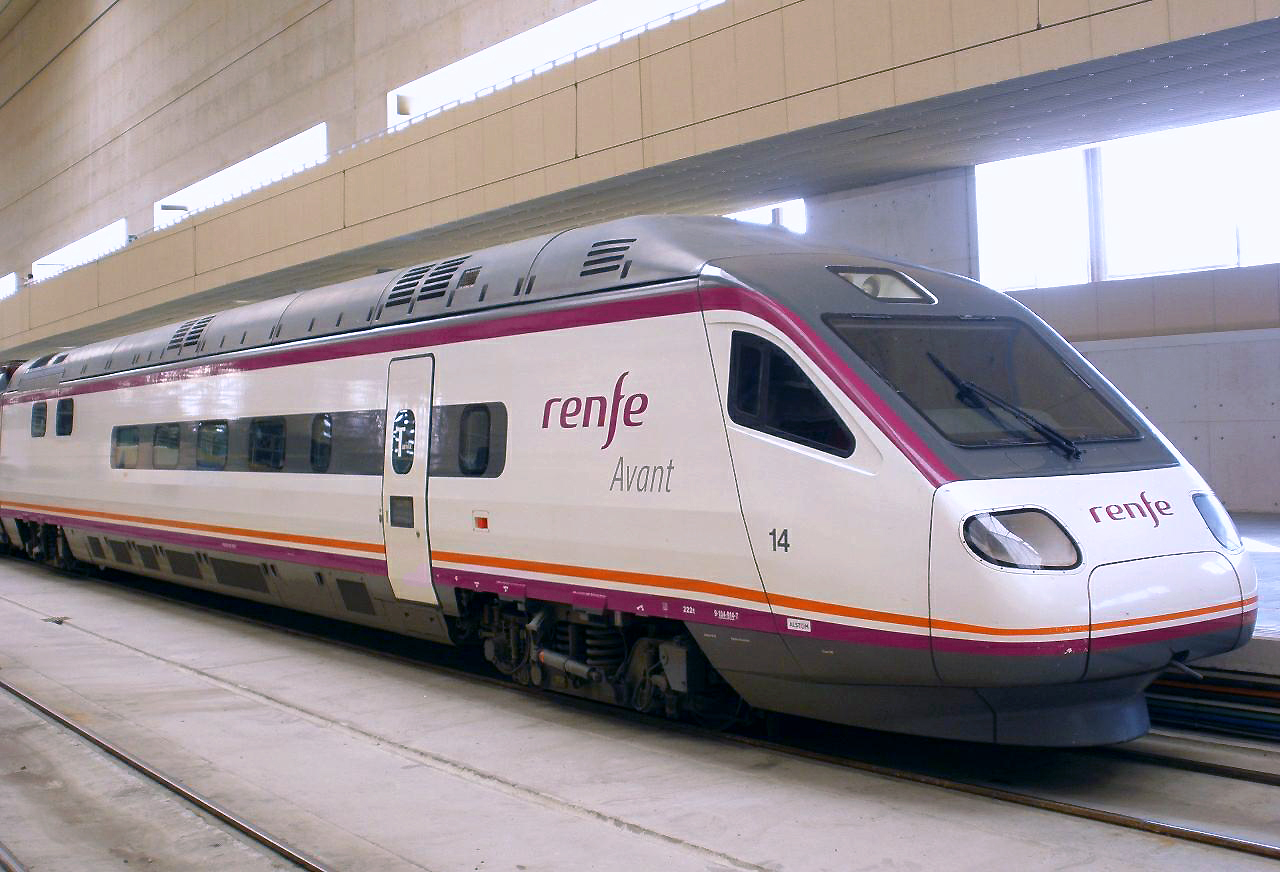
Treno della classe 104.

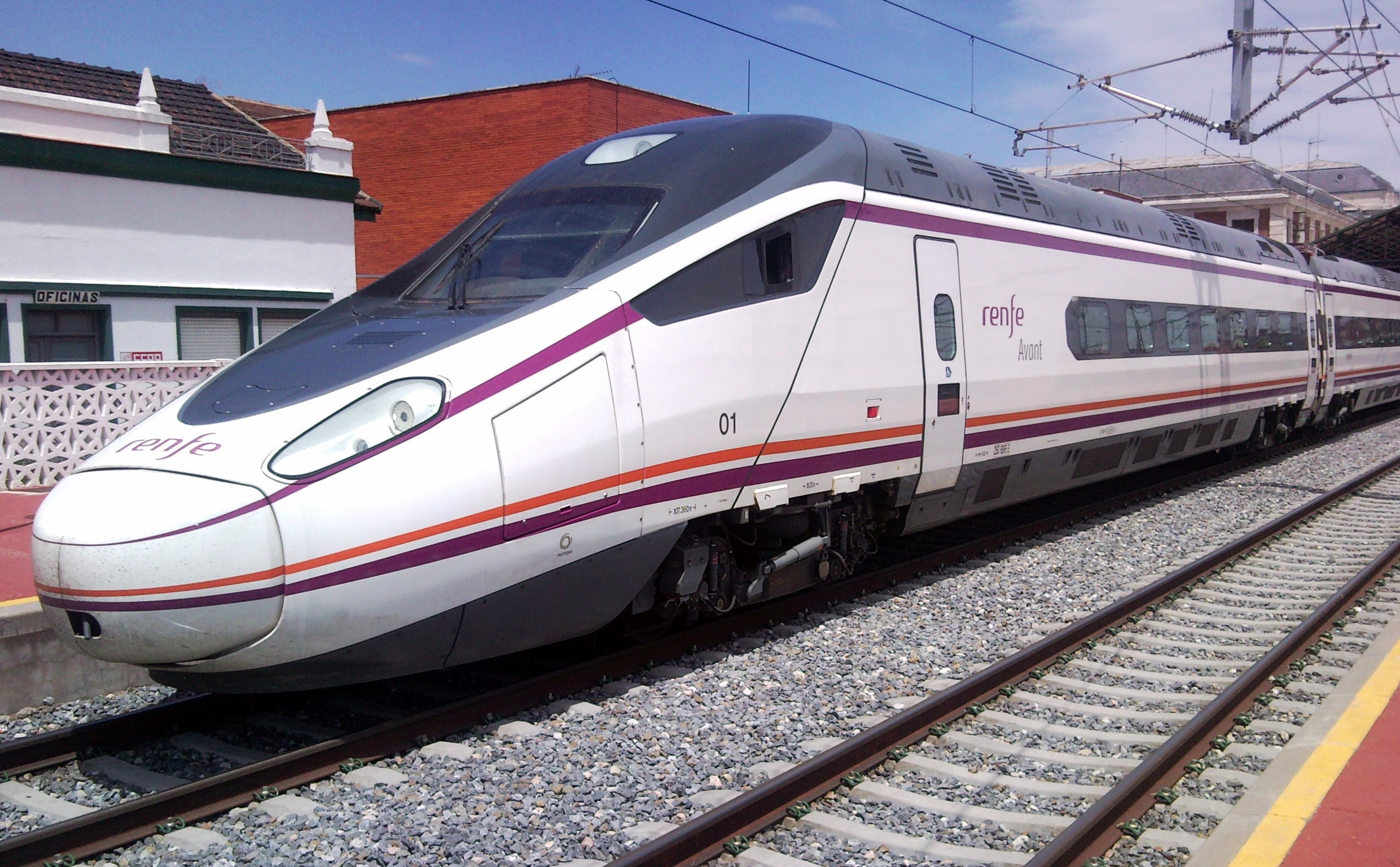
Treno della classe 114.

Attualmente, ci sono le seguenti serie di treni ad alta velocità che effettuano il servizio Avant:
- Avant S-104, prodotto da Alstom e CAF
- Avant S-114, prodotto da Alstom e CAF
- Avant S-121, prodotto da CAF e Alstom

I treni classe 104 e classe 114 sono modelli che sfruttano il pendolamento attivo. In particolare:
- I treni Avant classe 104 sono basati sull'ETR 480
- I treni Avant classe 114 sono basati sull'ETR 600

## Tratte

Mappa che mostra i servizi Avant nel 2022

Al 2023 Renfe offre le seguenti tratte per il servizio Avant
- A Coruña–Santiago di Compostela–Ourense.
- Barcellona−Girona.
- Barcellona−Girona−Figueres.
- Barcellona–Tarragona–Lleida.
- Barcellona–Tortosa passando per Camp de Tarragona, Cambrils e L'Hospitalet de l'Infant.
- Calatayud–Saragozza.
- Granada–Córdoba–Siviglia passando per Loja, Antequera e Puente Genil-Herrera.
- Madrid–Ciudad Real–Puertollano.
- Madrid–Segovia–Valladolid.
- Madrid-Toledo.
- Málaga–Córdoba–Siviglia passando per Antequera e Puente Genil-Herrera.
- Málaga–Granada passando per Antequera e Loja.
- Murcia-Alicante passando per Beniel, Orihuela, Callosa Cox ed Elx.
- Ourense–Santiago di Compostela–A Coruña.
- Toledo–Madrid–Albacete passando per Cuenca.
- Valencia–Requena Utiel.